# لوکاس وارالدو
لوکاس وارالدو (انگلیسی: Lucas Varaldo؛ زادهٔ ۲۴ فوریهٔ ۲۰۰۲) بازیکن فوتبال است.
وی همچنین در تیم ملی فوتبال Argentina U17 بازی کرده‌است.